# The Tide (banda)
The Tide es una banda originaria de Los Ángeles, California, formada el 25 de febrero de 2015, de género pop, y pop rock. Está conformada por Austin Corini (voz principal, guitarra), Drew Dirksen (guitarra principal y segunda voz), Levi Jones (bajo, guitarra y segunda voz) y Nate Parker (batería y coros).
Durante la formación de la banda en 2015, ésta se dedicaba a publicar vídeos en YouTube versionando canciones o incluso haciendo Blogs. Entre sus vídeos, dio a la luz en 2015 la versión acústica de su primera canción compuesta como banda, "Falling In Love Tonight". El lanzamiento de su primer sencillo, "Young Love" fue el 24 de marzo de 2016, mientras que el segundo, "Click My Fingers", salió el 12 de agosto de ese mismo año. Después del lanzamiento de "Click My Fingers", The Tide dejó por un tiempo las giras como teloneros de The Vamps para embarcarse un pequeño tour por el Reino Unido, el "Click My Fingers Tour". El 15 de noviembre de ese mismo año se estrenó su primer EP digital, "Click My Fingers EP", que incluía la canción que le da nombre, la versión acústica y tres canciones adicionales:  "What You Give", "The One You Want" y "Holding On To You".
Más tarde, el 31 de marzo de 2017, lanzaron su tercer sencillo y el más aclamado, "Put The Cuffs On Me", que subió muy rápido en las listas. Ese mismo día empezó su segundo tour propio, "Put The Cuffs On Me Tour" en Manila, Filipinas, para luego continuar por los Países Bajos y el resto del Reino Unido. En abril de 2017, salió el EP "Put The Cuffs On Me" en formato físico y digital, que contenían remixes y cuatro canciones adicionales, "Nothing To Lose", "Won't Let Go", "Survive" y "Childhood", además de las ediciones cantadas por Drew y Levi de la canción que da nombre al EP y al tour. Después, volvieron a los grandes escenarios como teloneros de The Vamps en su "Wake Up Tour", junto con Sabrina Carpenter y New Hope Club

## Historia

### 2015: Formación y tour con The Vamps
Antes de unirse a la banda Drew y Nate estuvieron juntos en una banda pop-punk llamada "All The Above". Por su parte, Austin subía covers a su canal de YouTube y participó en la versión estadounidense de The X Factor en 2012, formando parte de una banda llamada "Playback". Levi formaba parte de una banda llamada "Almost Adults" y además tenía su propio canal de Youtube donde subía covers. 
Los cuatro integrantes fueron puestos juntos cuando The Vamps  anunció en noviembre de 2014 que estaban en la búsqueda de un guitarrista y un baterista entre 18 y 20 años para un "proyecto secreto con una banda que ellos estaban trabajando". El 26 de febrero de 2015, The Vamps anunció la creación de la discográfica Steady Records en asociación con Virgin EMI Records y Universal Music Group y que The Tide había sido contratada por ellos. El mismo día, fue subido el primer cover de la banda en su canal de YouTube.  Además, en febrero de 2015, The Vamps anunció que The Tide abriría su tour por Europa y América del Norte. En septiembre del mismo año, fue anunciado que The Tide también abriría los fanfests organizados por The Vamps para la promoción de su segundo álbum, llamado "Wake Up", en octubre y noviembre.

### 2016: Young Love y Click My Fingers EP
En 2016, The Tide abriría para The Vamps en su segunda gira mundial, llamada "Wake Up World Tour". 
El 24 de marzo la banda lanzó su primer sencillo titulado "Young Love".
Luego, el 12 de agosto de ese mismo año lanzarían su segundo sencillo "Click My Fingers". y empezarían su primera gira como acto principal por el Reino Unido nombrada "Click My Fingers Tour"
El 15 de noviembre saldría a la luz su primer EP, Click My Fingers, conteniendo su segundo sencillo, una versión acústica de ésta y tres canciones inéditas: "What You Give" (que había sido compuesta anteriormente en 2015), "The One You Want" y "Holding On To You".

### 2017: Put  The Cuffs On Me Tour
En marzo de 2017 la banda anunció una nueva gira por UK titulada "Put The Cuffs On Me Tour" que también contaría con cuatro fechas en Manila, Filipinas y una en Ámsterdam, Países Bajos. El 31 publicarian su tercer sencillo "Put The Cuffs On Me" y más tarde en abril lanzarían el videoclip oficial.
Durante el mes de abril y mayo The Tide abriría para The Vamps en su gira Middle Of The Night Tour en sus fechas por UK e Irlanda.
En mayo salió un paquete conteniendo el tercer sencillo de la banda con versiones remixadas y cuatro canciones inéditas, siendo la versión física disponible solo para UK.

## Discografía

### Sencillos
| Título                | Fecha de lanzamiento |
| --------------------- | -------------------- |
| "Young Love"          | 24 de marzo de 2016  |
| "Click My Fingers"    | 12 de agosto de 2016 |
| "Put The Cuffs On Me" | 31 de marzo de 2017  |

### EPs
| Título           | Fecha de Lanzamiento    |
| ---------------- | ----------------------- |
| Click My Fingers | 15 de noviembre de 2016 |

### "Videos musicales"
| Año  | Título                | Director(es)  |
| ---- | --------------------- | ------------- |
| 2016 | "Young Love"          | Dean Sherwood |
|      | "Click My Fingers"    | Kevin Slack   |
| 2017 | "The One You Want"    | Dean Sherwood |
|      | "Holding On To You"   | Dean Sherwood |
|      | "Put The Cuffs On Me" | Mike Baldwin  |
|      | "Naked"               |               |

## Giras

### Como acto principal
- Click My Fingers Tour (agosto y septiembre de 2016, UK)
- Put The Cuffs On Me Tour (marzo y abril de 2017 - UK, Filipinas y Países Bajos)

### Como acto de apertura
- The Vamps - Arena Tour 2015 (abril y mayo de 2015 - Europa)
- The Vamps - USA Tour 2015 (julio y agosto de 2015 - Estados Unidos y Canadá)
- The Vamps - European Fanfests Tour 2015 (octubre y noviembre de 2015 - Europa)
- The Vamps  - Wake Up World Tour (2016 - Australia, Asia, Europa y América del Sur)
- The Vamps  -  Wake Up UK Tour (2016 - Reino Unido e Irlanda)
- The Vamps - Middle of The Night Tour (abril y mayo de 2017 -Reino Unido e Irlanda)

## Miembros

### Austin Corini
Austin Anthony Corini nació el 26 de diciembre de 1995 en California, Estados Unidos. Desde pequeño ha estado anclado a la música, pues su madre era cantante profesional y él ya estaba cantando a los 6 años. Tras ser eliminado por Simon Cowell en The X Factor USA en 2012 contra las ahora conocidas como Fifth Harmony, Austin se dedicó a publicar versiones en YouTube. Finalmente, en 2015 recibió una llamada de The Vamps, ofreciéndole formar un grupo que los pueda telonear. Al parecer, el grupo había visto a Austin y lo querían en sus giras, pero lo veían encajando mejor en una banda.
Austin tiene una hermana pequeña y un hermano mayor. La canción de The Tide "Won't Let Go" fue compuesta únicamente por él, en una muestra de afecto y añoro hacia su abuela, que había fallecido varios meses antes.

### Drew Dirksen
Drew Tilanus Dirksen nació el 30 de septiembre de 1996 en Ohio, Estados Unidos. Toca la guitarra desde temprana edad, igual que cantar. Hasta 2014, Drew formó parte de una banda de pop punk llamada "All The Above", donde él era el cantante principal y segunda guitarra.Tiene una hermana pequeña llamada Kacey y una de sus pasiones es el skate, pues se pasa todo el día con su monopatín. Uno de sus miedos era montar a caballo, aunque gracias a la banda, lo superó con facilidad. Otra de sus pasiones es bailar, aunque no lo muestre con frecuencia. Drew compuso "Childhood" para su edición del "Put The Cuffs On Me EP", cantando la canción al completo.

### Levi Jones
Levi Matthew Jones nació el 21 de noviembre de 1997 en California, Estados Unidos. Tiene 19 años y es el bajista del grupo, aunque tuvo que pelear por ser el guitarrista a pesar de perder contra Drew. Anteriormente publicaba covers en YouTube y más tarde ingresó en la banda "Almost Adults" como uno de los guitarristas. Al entrar en "The Tide", Drew y él tuvieron que hablar quién se quedaría con el puesto de guitarrista, que se lo quedó Drew, por lo que a Levi no le quedó otra que aprender a tocar el bajo para la banda.
Tiene una hermana pequeña llamada Lilly y un hermano mellizo llamado Logan.
Levi es un gran fan de Pokémon, por lo que lleva su muslo derecho tatuado con ellos. También es fan del popular dúo Twenty One Pilots, lo que le ha llevado a tatuarse en los brazos una de sus frases más conocidas, "Peace will win, fear will lose" (La paz ganará, el miedo perderá).

### Nate Parker
Nathaniel Abraham Parker nació el 26 de septiembre de 1996 en Ohio, Estados Unidos, y tiene 19 años. 
Estudió en la misma escuela que Drew, y de hecho, él era el batería de la banda en la que Drew ponía guitarra y voz principal, "All The Above". Dado que les faltaba un batería cuando Drew entró en la banda, éste se trajo a Nate consigo y así, Nate pasó a ser el baterista de The Tide.
Nate tiene una hermana menor y un hermano menor. Si bien Nate es el baterista, últimamente se le ha visto cantando un poco más, y es que este esta trabajando más su voz.